# Mikhail Jersjov
Mikhail Jersjov (russisk: Михаи́л Ива́нович Ершо́в) (født 10. december 1924 i Kamkino i Sovjetunionen , død 29. september 2004 i Sankt Petersborg i Rusland) var en sovjetisk filminstruktør.

## Filmografi
- Ljublju tebja, zjizn! (Люблю тебя, жизнь!, 1960)[1][2]
- Posle svadby (После свадьбы, 1962)
- Rodnaja krov (Родная кровь, 1963)
- Poputnogo vetra, Sinjaja ptitsa (Попутного ветра, «Синяя птица», 1967)
- Na puti v Berlin (На пути в Берлин, 1969)
- Afrikanytj (Африканыч, 1970)
- V starykh ritmakh (В старых ритмах, 1982)